# Indigokarmin
Indigokarmin eller 5,5′-indigodisulfonsyranatriumsalt är ett organiskt salt med summaformeln C16H8N2Na2O8S2, som härrör från indigo genom aromatisk sulfonering, vilket gör föreningen löslig i vatten. Indigokarmin är blått i vattenlösning, i dess reducerade former är det grönt, rött eller gult. Ämnet är en pH-indikator som används bland annat i sjukvården för att upptäcka tumörer. Det är godkänt för användning som livsmedelsfärgämne i USA och EU för att producera en blå färg och har E-nummer E132.

## Användning

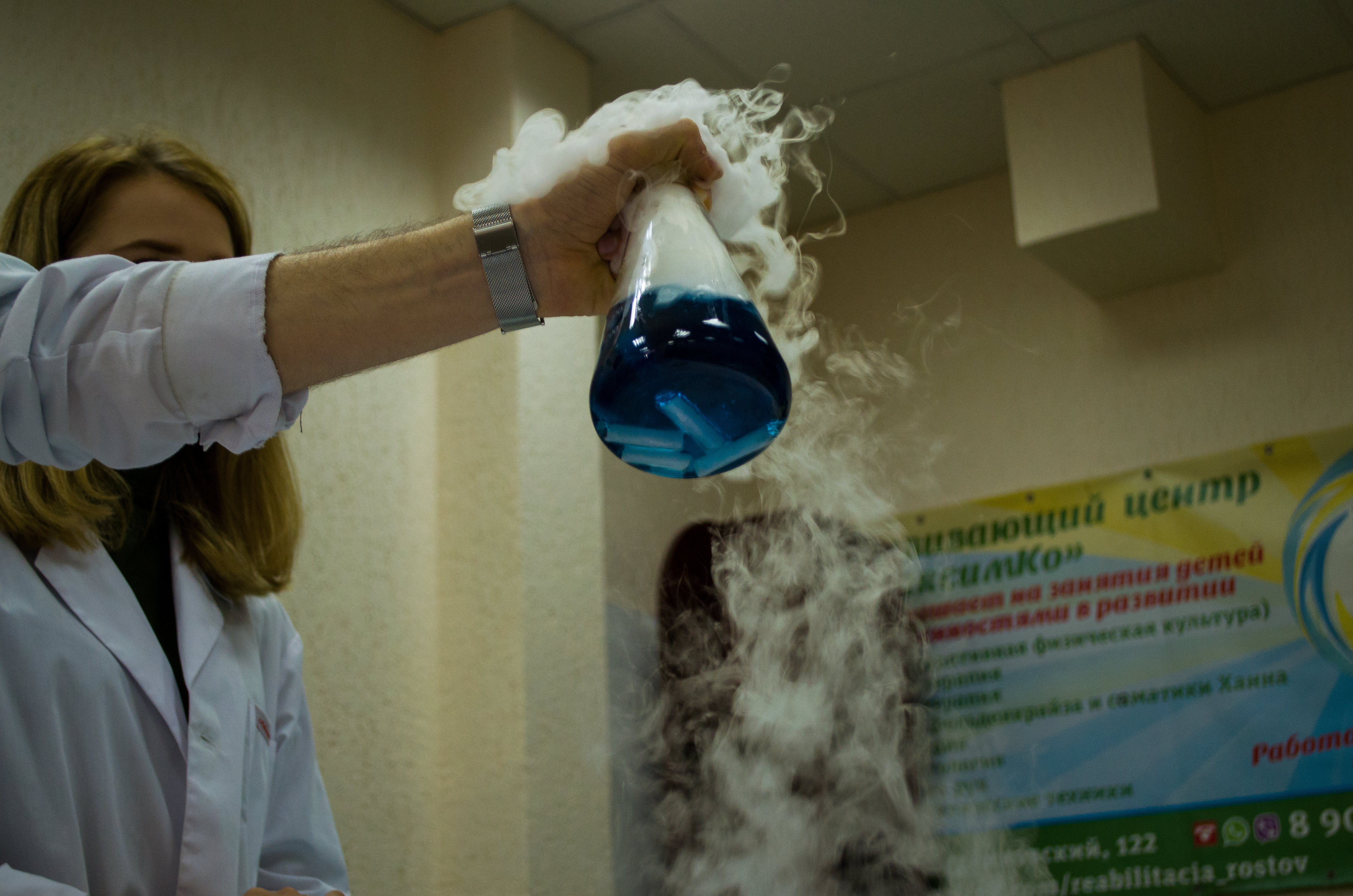
Experiment med indigokarmin som indikator

Indigokarmin i en 0,2-procentig vattenlösning är blå vid pH 11,4 och gul vid 13,0. Indigokarmin är också en redoxindikator som blir gul vid reduktion. En annan användning är som indikator för upplöst ozon genom omvandling till isatin-5-sulfonsyra. Denna reaktion har dock visat sig inte vara specifik för ozon utan detekterar också väteperoxid, en viktig skillnad i cellfysiologi. Det används också som färgämne vid tillverkning av kapslar.

### Medicinsk användning

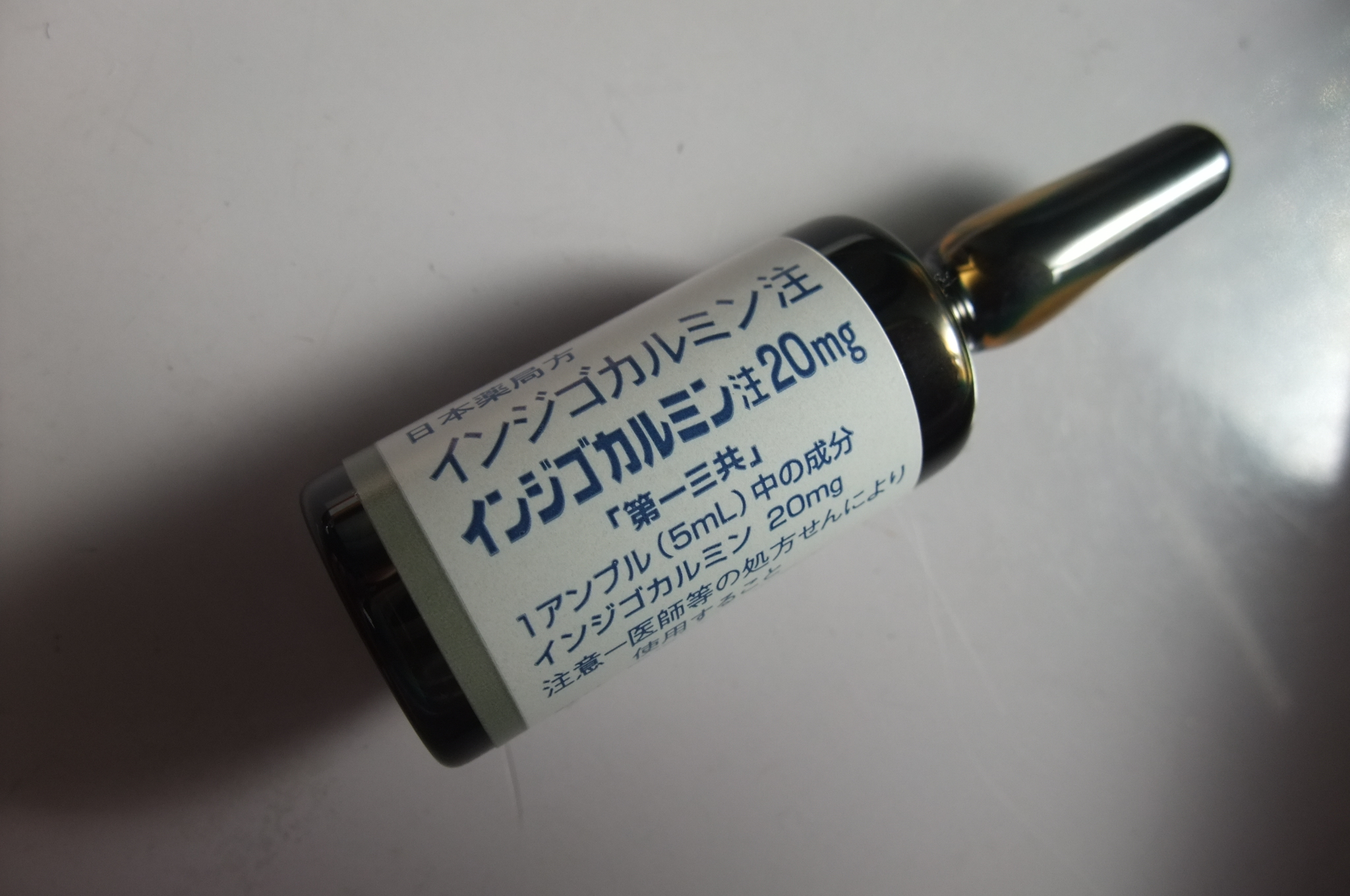
Behållare med indigotindisulfonatnatrium för medicinskt bruk.

Indigotindisulfonatnatrium, som säljs under varumärket Bludigo, används som diagnostiskt färgämne under kirurgiska ingrepp. Det är indicerat för användning som visualiseringshjälpmedel vid cystoskopisk bedömning av urinledarnas integritet hos vuxna efter urologiska och gynekologiska öppna, robotiska eller endoskopiska kirurgiska ingrepp. Det godkändes för medicinskt bruk i USA i juli 2022.
Vid obstetrisk kirurgi används ibland indigokarminlösningar för att upptäcka läckage av fostervatten. Vid urologisk kirurgi används ofta intravenös injektion av indigokarmin för att markera delar av urinvägarna. Färgämnet filtreras snabbt av njurarna från blodet och färgar urinen blå. Detta gör det möjligt att se strukturer i urinvägarna i det kirurgiska området och visa om det finns en läcka. Färgämnet kan emellertid orsaka en potentiellt farlig ökning av blodtrycket i vissa fall.
Även om det inte absorberas av cellerna, belyser indigokarminfläck, sprutad på intressanta områden, topografin på slemhinneytan med sin blå färgning. Generellt, använd i en koncentration runt 0,2 procent, är indigokarminfläck användbar som en screeningmetod för att diagnostisera små lesioner, för att skilja mellan godartade och maligna lesioner, samt för att underlätta applicering av förstoringsendoskop för att observera och analysera ytstrukturen hos en lesion, avgränsa gränser för maligna lesioner i tidigt skede och uppskatta invasionsdjupet för cancer. Det har använts för att diagnostisera Barretts matstrupe, utvärdera villös atrofi, diagnostisera och utesluta polypoida och icke-polypoida lesioner i tjocktarmen och diagnostisera gastrisk adenom och cancer.